# Belisana nomis
Belisana nomis is een spinnensoort uit de familie trilspinnen (Pholcidae). De soort komt voor in Maleisië en Singapore. 